# Grgurići
Grgurići är ett samhälle i Bosnien och Hercegovina.   Det ligger i entiteten Federationen Bosnien och Hercegovina, i den sydvästra delen av landet, 100 km väster om huvudstaden Sarajevo. Grgurići ligger 862 meter över havet och antalet invånare är 717.
Terrängen runt Grgurići är varierad, och sluttar västerut.Närmaste större samhälle är Livno, 8,7 km norr om Grgurići. 
Trakten runt Grgurići består till största delen av jordbruksmark. Runt Grgurići är det ganska tätbefolkat, med 93 invånare per kvadratkilometer.